# Hartley Coleridge

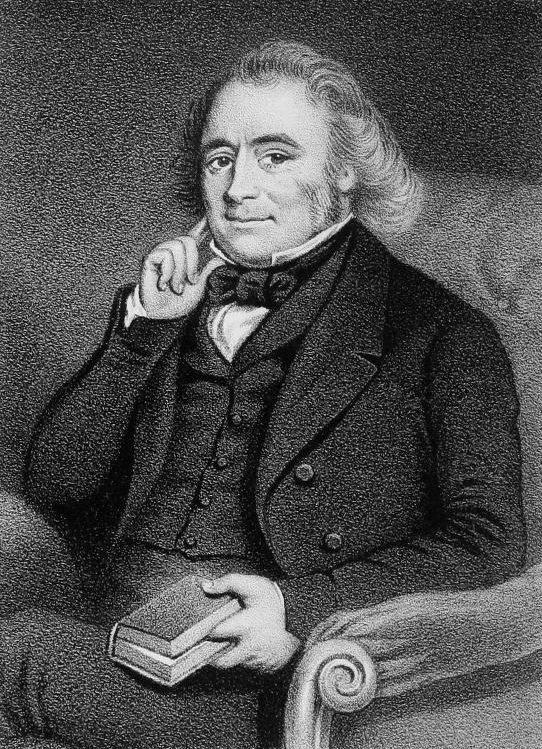
Hartley Coleridge.

David Hartley Coleridge, född den 19 september 1796, död den 6 januari 1849, var en engelsk skald. Han var son till Samuel Taylor Coleridge och bror till Sara Coleridge.
Coleridge utgav Poems (1833), Worthies of Yorkshire and Lancashire (ny upplaga under titeln Biographia borealis, 183]) med mera.